# Ботев, Христо
Христо Ботев (болг. Христо Ботев; настоящее имя Христо Ботёв Петков, болг. Христо Ботьов Петков; 6 января 1848 (25 декабря 1847 по старому стилю), Калофер — 2 июня 1876, близ горы Враца) — болгарский поэт, революционер и национальный герой. Один из «четырёх великих» (Четеримата големи) лидеров болгарского движения освобождения от Османского ига, к которым причисляют ещё Георгия Стойкова Раковского, Любена Каравелова и Васила Левского.

## Биография
Отец, Ботё Петков (1815—1869) — учитель, деятель национального возрождения, учился в Херсонской семинарии в Одессе. Мать — Иванка Ботева (1823—1911). Брат — Кирилл Ботев — болгарский офицер и государственный деятель.

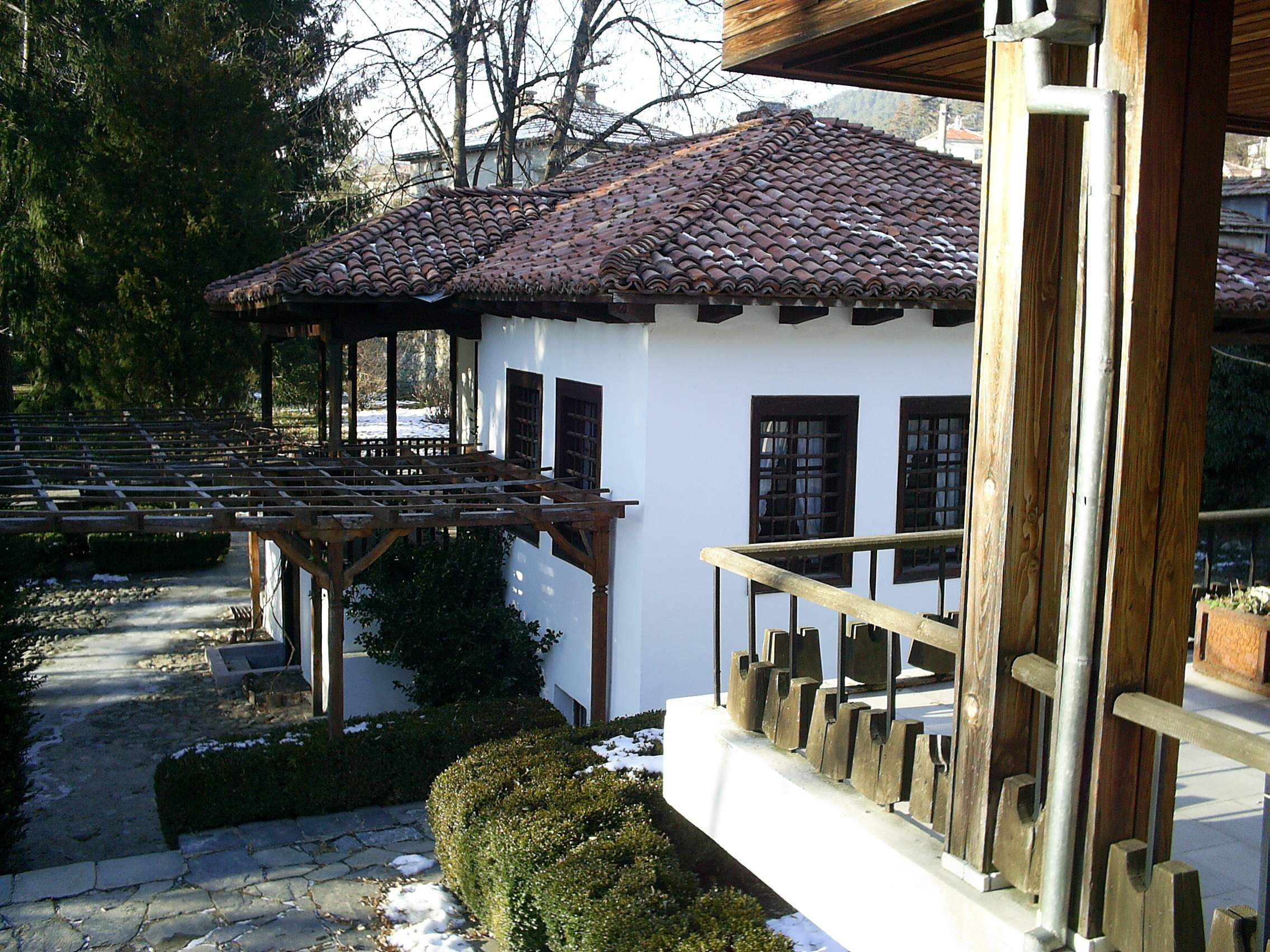
Дом Ботева в Калофере

Христо Ботев учился до 1863 г. в родном Калофере, осенью 1863 г. на стипендии Болгарского дружества в Одессе и с помощью русского вице-консула в Константинополе Найдена Герова поступил учеником во 2-ю Одесскую гимназию. В Одессе жило много ссыльных поляков. Там же он был захвачен революционно-демократическим движением в Царстве Польском того времени, начал писать стихи. В сентябре 1865 года исключён из гимназии, учился в Новороссийском университете в Одессе, а потом, в октябре — декабре 1866 года, был учителем в селе Задунаевка в Бессарабии. Ботев принадлежал к поколению болгарских эмигрантов, тесно связанных с русской интеллигенцией (символический образ — Инсаров в «Накануне» Тургенева). Поэт был знаком с этим тургеневским романом, с книгой Чернышевского «Что делать?» Зачитывался статьями Белинского, Добролюбова, Герцена, Писарева. Хорошо знал произведения Карла Маркса и считал себя марксистом. Хотя некоторые исследователи относят его взгляды к анархистским. Перевёл на болгарский драму Н. И. Костомарова «Кремуций Корд». Был знаком с С. Г. Нечаевым и, возможно, знал и распространял нечаевский «Катехизис революционера».

Вторая гимназия в Одессе. 1910 г.

В 1867 году вернулся в родной Калофер и там во время торжеств в честь Кирилла и Мефодия (ныне национальный праздник Болгарии, одним из учредителей которого был отец Ботева) выступил с антитурецкой речью, после которой его принудили покинуть город. Эмигрировал в Румынию, время от времени ездил и в российскую часть Бессарабии.
В 1869 участвовал в объединениях болгарской эмиграции в Бухаресте, познакомился и подружился с Василом Левским, Михаилом Грековым и многими другими революционерами, в частности, с уроженцем Могилёвщины Николаем Судзиловским-Русселем, вошёл в Болгарский центральный революционный комитет (БРЦК). Участвовал в создании в Болгарии сети комитета на местах. С 1871 года издавал газету «Слово болгарских эмигрантов» (Дума на българските емигранти) и сотрудничал с газетой Свобода, которую издавал Любен Каравелов. Написал известные стихи на казнь Левского (1873).
После казни Левского, поставившей под угрозу всё движение, БРЦК раскололся на фракцию Стефана Стамболова и Панайота Хитова, требовавшую немедленного восстания, и фракцию Любена Каравелова, главы БРЦК, склонявшуюся к необходимости дополнительной работы по подготовке. Ботев был с первыми. Напряжение международной обстановки на Балканах привело к тому, что сторонники восстания получили преобладающую роль в движении. В августе 1875 года Каравелов подал в отставку, его преемником стал Дмитрий Ценович, а Ботев становится подпредседателем.

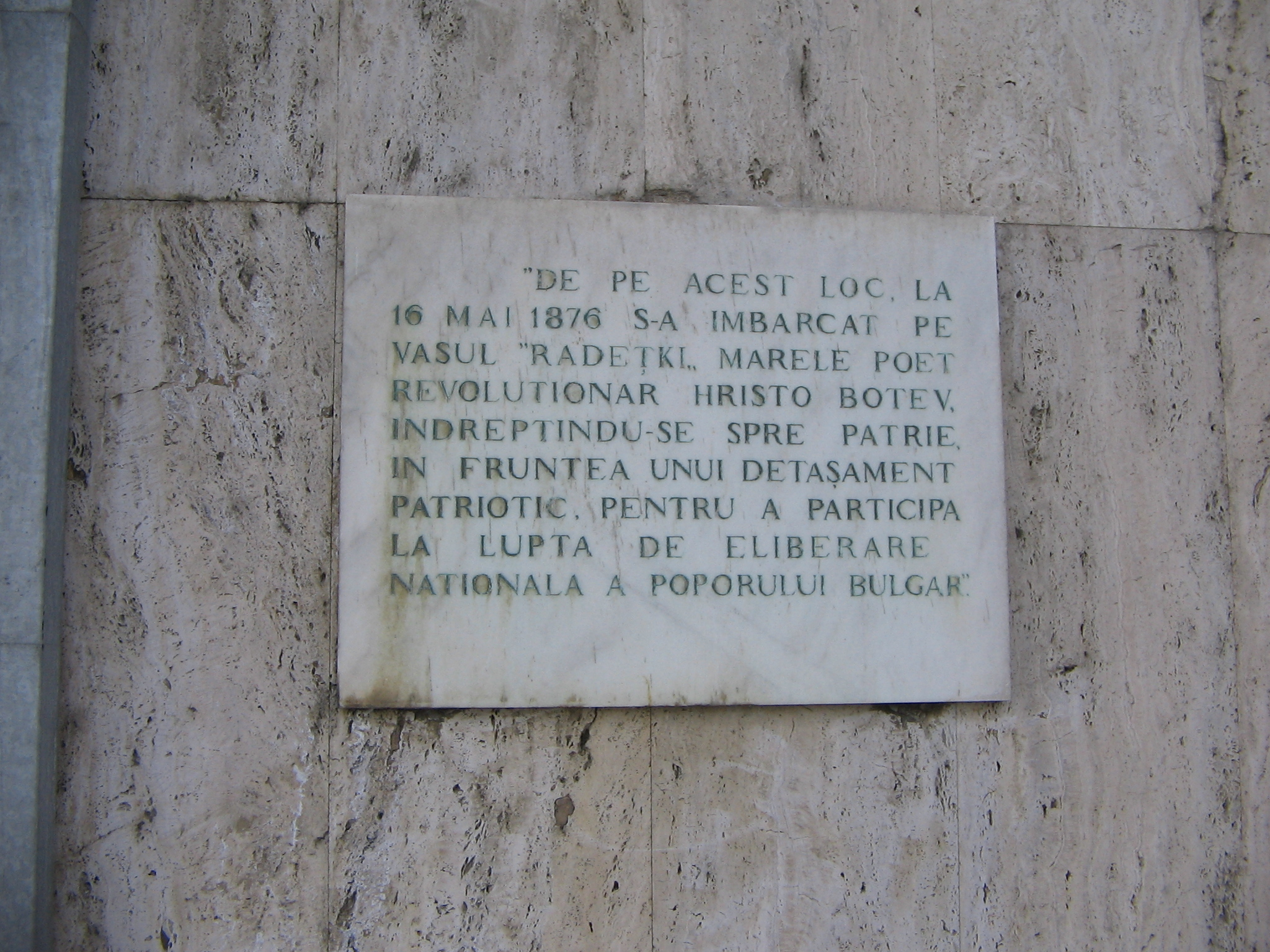
Мемориальная доска на румынском языке на месте отплытия Ботева из Джурджу

В следующем году началось Апрельское восстание. Ботев, не имевший военного опыта, вместе с выпускником Николаевской военной академии поручиком русской армии Николой Войновским командовал отрядом из 276 человек, который высадился с прибывшего из Румынии по Дунаю парохода «Радецкий» близ Козлодуя, на северо-западе страны. Надежда на всеобщее восстание в данном регионе не оправдалась, османская регулярная армия и карательные части башибузуков легко пресекали попытки массового неповиновения. К моменту высадки Ботева восстание уже фактически было подавлено по всей стране. Первое время отряд Войновского и Ботева искусно отражал атаки башибузуков, но когда в конце мая 1876 года на борьбу с ними было подтянуто 5 рот османских солдат, положение ухудшилось; повстанцы расположились лагерем на горе Враца и разделились на две части. Считается, что 20 мая (1 июня н. ст.) Ботев был там ранен турецким снайпером в грудь и практически сразу же скончался.
После гибели предводителя войско упало духом и стало рассеиваться, большая часть участников отряда Войновского и Ботева также погибла.

## Поэзия

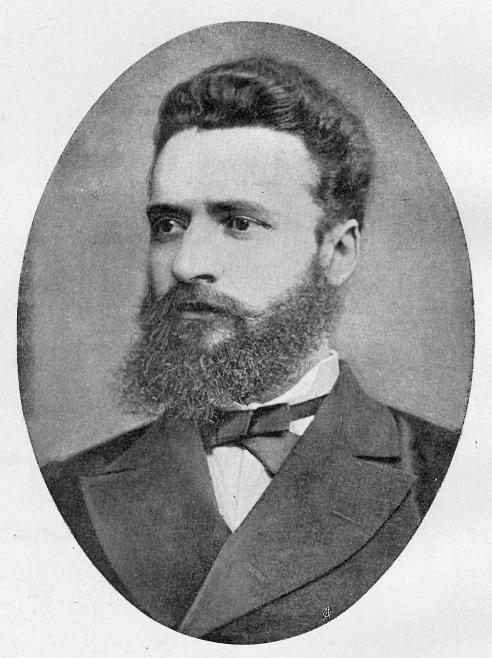
Христо Ботев

В своём творчестве Ботев ориентировался на стихи русских революционных демократов (прежде всего Некрасова), его вдохновляла также Парижская коммуна. Некоторые стихотворения проникнуты элегическим настроением, некоторые — революционным пафосом. Его стихотворения «Матери», «Моей первой любви» являются первыми образцами интимной лирики в болгарской поэзии. Одно из самых популярных его стихотворений — баллада «Хаджи Димитр». Стихи писал также его сподвижник Стефан Стамболов (будущий политик); в 1875 году они издали общий сборник «Песни и поэмы». Из стихотворного наследия Христо Ботева сохранилось немногим более двадцати стихотворений, большинство из них стало народными песнями и передавалось изустно и в многочисленных списках; первое полное собрание сохранившихся стихотворений было издано только в 1907 году.
Стихи Ботева переводили на русский Алексей Сурков, Александар Ревич, Всеволод Кузнецов, Александар Руденко, на украинский Павло Грабовский, Павло Тычина, Владимир Сосюра, Яр Славутич, на белорусский Нил Гилевич, Алесь Рязанов, Микола Хведарович, на словацкий Ян Роб Поничан, на французский Поль Элюар. Стихотворение Ботева «На прощание» высоко ценил Максим Горький, а первые его строчки знал наизусть. Ботев был одним из любимых писателей македонского классика Кочо Рацина.

## Память

### Болгария
Через два года после гибели Ботева страна получила независимость, и он скоро превратился в мифологическую фигуру национального возрождения наряду с Василом Левским.
- В 1885 году день гибели Х. Ботева (2 июня) был объявлен праздником («День Ботева»), в 12 часов в этот день каждый год гудком сирен отмечается память тех, кто пал за независимость Болгарии.
- В 1890 году во Враце был открыт памятник Ботеву. На открытии присутствовал болгарский князь Фердинанд Саксен—Кобург.

Именем Христо Ботева были названы:
- гора Ботев, высочайшая гора хребта Стара-Планина
- пик на Южных Шетландских островах
- город Ботевград (там же стоит памятник, открытый в 1966 году)
- улицы в большинстве городов Болгарии и Румынии, а также в Саранске и Чебоксарах (Россия) и в Кишинёве (Молдова)
- паровой катер «Христо Ботев» Дунайской речной флотилии военно-морских сил Болгарии
- тральщик «Христо Ботев» военно-морских сил Болгарии
- радиостанция болгарского движения Сопротивления «Христо Ботев», которая вела вещание в 1941—1944
- болгарский партизанский отряд «Христо Ботев», созданный в 1942 году в составе Народно-освободительной повстанческой армии, который действовал в Пловдивской, Казанлыкской и Карловской околиях[3]
- национальный музей «Христо Ботев» в городе Калофер (открыт 2 июня 1944 года)
- футбольные клубы: ФК «Ботев» (Пловдив, с 1912 года); ОФК «Ботев» (Враца, с 1921 года) и ФК «Ботев» (Козлодуй, 2000 - 2016).

Международная премия имени Христо Ботева учреждена указом Государственного совета НРБ от 24 июня 1972 года. Присуждалась (каждые пять лет) известным поэтам за их поэтическое творчество и за деятельность во имя мира, демократии и социальной справедливости. 
В Болгарии к имени Христо Ботева апеллировали разные политические силы: либералы, лидерами которых были соратники Ботева Стефан Стамболов и Захарий Стоянов, и социалисты. Во время второй мировой войны имя поэта стало в Болгарии символом антифашистской борьбы. Песню на его слова «Кто за свободу пал не умирает…» пели перед расстрелом поэт-коммунист Никола Вапцаров и его товарищи (Антон Иванов, Антон Попов, Атанас Романов, Петр Богданов, Георги Минчев и др.)

### Украина
- В Запорожской области в честь Христо Ботева названо село, а также установлен памятник. В честь Ботева также названо село в Одесской области.
- В 1990 году в селе Задунаевка Арцизского района Одесской области установлен памятник Христо Ботеву.
- 25 октября 2008 года в селе Задунаевка был открыт Мемориальный музей Христо Ботева.
- 13 ноября 2009 года в Одессе в честь 160-летия Христо Ботева памятник поэту установили в Прохоровском саду.
- 5 июня 2010 года в городе Арциз Одесской области был открыт памятник Христо Ботеву.
- в городе Измаил Одесской области открыт памятник Христо Ботеву.
- 2 июня 2010 года памятник Христо Ботеву был открыт в ПГТ Ольшанка Кировоградской области[4].

### Молдова
В Кишинёве в 1977 году на улице, названной в честь Ботева, была установлена стела с горельефом. Также в Кишиневе находится библиотека им. Христо Ботева.

### Россия
- памятник Христо Ботеву установлен в г. Саранск, на улице Ботевградская, напротив школы № 16. Бюст Ботева сделал белорусский скульптор Заир Азгур.
- На 65-м километре Киевского шоссе в сторону Калуги из Москвы стоит памятник-мемориал, состоящий из 2-х частей. Надпись на первом памятнике (бюст из гранита) гласит: «Сын болгарского народа сержант советской армии Огнян Найдов-Железов 1921—1941». Надпись на втором: «КТО ПОГИБ ЗА СВОБОДУ НЕ УМИРАЕТ. ХРИСТО БОТЕВ» 1941—1945.

Скульптурный портрет Христо Ботева, выполненный скульптором Г. Д. Ястребенецким, планируется подарить Болгарии.